# لونرود (دیتنهوفن)
لونرود (به آلمانی: Leonrod) یک منطقهٔ مسکونی در آلمان است که در دیتنهوفن واقع شده‌است. لونرود ۱۸۷ نفر جمعیت دارد.